# Борисов, Михаил Иванович (контр-адмирал)
Михаил Иванович Бори́сов (?—1801) — контр-адмирал, герой Красногорского сражения со шведами в 1790 году.

## Биография
Дата рождения не известна. 
В 1762 году он поступил в Морской шляхетский кадетский корпус, в 1769 году произведён в гардемарины и послан на корабле «Св. Ианнуарий» из Кронштадта в Средиземное море, 17 февраля 1770 года произведён в мичманы и участвовал в Морейской экспедиции и Чесменском бою. В 1771—1775 годах он продолжал плавать в Средиземном море и затем вернулся в Кронштадт и в 1776—1777 годах служил в Кронштадтской береговой команде.
В 1778—1779 годах на корабле «Всеволод» плавал в Балтийском море; в 1780—1781 годах на корабле «Азия», в эскадре контр-адмирала И. А. Борисова, ходил в Ливорно и обратно.
В 1786 году произведён в капитаны 2-го ранга и, командуя новопостроенным кораблем № 5 («Мечеслав»), перешёл из Архангельска в Кронштадт и ходил в Балтийском море.
В кампании 1788 года против шведов участвовал, на том же корабле, в Гогландском сражении; в следующем году, находясь в эскадре контр-адмирала Т. Г. Козлянинова, крейсировал поздней осенью у берегов Швеции. В 1790 году, командуя 74-пушечным кораблём «Всеслав», участвовал в Красногорском сражении, за что пожалован золотой шпагой с надписью «За храбрость» и 6 июля произведён в капитаны 1-го ранга и награждён орденом св. Георгия 4-й степени (№ 384 по кавалерскому списку Судравского и № 737 по списку Григоровича — Степанова)
За храбрость, оказанную 22 июня в сражении с Шведским флотом, где способствовал поражению неприятеля и, преследуя его, многие суда взял.
В 1797 году Борисов командовал 66-пушечным кораблём «Европа» в эскадре, бывшей под штандартом императора Павла у Красной горки, а в следующем году был назначен командиром 100-пушечного корабля «Иоанн Креститель». В 1799 году командовал 74-пушечным линейным кораблем «Алексей» и в том же году был произведён в контр-адмиралы, а 3 июля 1800 года награждён командорским крестом ордена Св. Иоанна Иерусалимского.
Умер 20 января 1801 года.